# Scottish Open 1987
Die Scottish Open 1987 im Badminton fanden vom 19. bis zum 22. November 1987 in Edinburgh statt.

## Austragungsort
- Meadowbank Sports Centre, Edinburgh

## Finalergebnisse
| Disziplin    | Sieger                               | Finalist                   | Ergebnis           |
| ------------ | ------------------------------------ | -------------------------- | ------------------ |
| Herreneinzel | Jens Peter Nierhoff                  | Michael Kjeldsen           | 11-15, 15-9, 15-4  |
| Dameneinzel  | Fiona Elliott                        | Charlotte Hattens          | 11-5, 5-11, 11-4   |
| Herrendoppel | Jens Peter Nierhoff Michael Kjeldsen | Chris Rees Lyndon Williams | 15-4, 15-4         |
| Damendoppel  | Gillian Gowers Helen Troke           | Fiona Elliott Sara Halsall | 11-15, 15-3, 15-12 |
| Mixed        | Thomas Lund Gitte Paulsen            | Max Gandrup Grete Mogensen | 15-13, 9-15, 15-8  |

## Halbfinalresultate
| Disziplin    | Sieger                               | Gegner                           | Ergebnis          |
| ------------ | ------------------------------------ | -------------------------------- | ----------------- |
| Herreneinzel | Jens Peter Nierhoff                  | Henrik Svarrer                   | 15-5, 15-6        |
|              | Michael Kjeldsen                     | Jonas Herrgårdh                  | 15-4, 15-7        |
| Dameneinzel  | Fiona Elliott                        | Lisbet Stuer-Lauridsen           | 11-3, 3-11, 11-6  |
|              | Charlotte Hattens                    | Pernille Nedergaard              | 11-4, 1-11, 12-10 |
| Herrendoppel | Jens Peter Nierhoff Michael Kjeldsen | Max Gandrup Thomas Lund          | 17-16, 15-7       |
|              | Chris Rees Lyndon Williams           | Mike Brown Richard Outterside    | 15-3, 17-15       |
| Damendoppel  | Gillian Gowers Helen Troke           | Katrin Schmidt Kirsten Schmieder | 15-10, 15-6       |
|              | Fiona Elliott Sara Halsall           | Grete Mogensen Gitte Paulsen     | 15-9, 15-         |
| Mixed        | Thomas Lund Gitte Paulsen            | Harald Klauer Katrin Schmidt     | 15-6, 17-14       |
|              | Max Gandrup Grete Mogensen           | Billy Gilliland Gillian Gowers   | 15-2, 15-         |